# 支姓
支姓為中文姓氏之一，廣佈北胡一帶。入《百家姓》第163位。

## 起源
- 堯舜高士支父之後。
- 月氏胡人取「月支」音譯。后赵石勒十八騎中有支屈六，立国后有司空支雄，唐朝有感化軍節度使支详、大同軍防御使、雲州刺史支谟兄弟。

## 地望
- 山東瑯琊

## 延伸阅读
[在维基数据编辑]
 《百家姓》
 《欽定古今圖書集成·明倫彙編·氏族典·支姓部》，出自陈梦雷《古今圖書集成》